# Don Torcuato
Don Torcuato è un comune dell'Argentina, situato nella provincia di Buenos Aires.